# Неуловимые: Последний герой
«Неуловимые: Последний герой» — российский приключенческий боевик 2015 года режиссёра Артёма Аксёненко. Является продолжением фильма «Неуловимые», вышедшего в том же году. 
Премьера состоялась 29 октября 2015 года. 
Фильм имеет два продолжения, «Неуловимые: Джекпот» и «Неуловимые: Бангкок», вышедших в 2016 году.

## Сюжет
Группа молодых ребят продолжает свою борьбу с преступностью. Им удалось разоблачить и предоставить полиции множество бандитов. Теперь их группа называется «Неуловимые».
Герои живут обычной жизнью: Кира встречает приехавшую в Москву мать, Федя участвует в подпольных боях, Артём тусуется в клубах и на дискотеках. 
Но вскоре герои решают взяться за новое, более опасное дело — им надо выдать яхту, на которой регулярно проходят сделки по продаже наркотиков. Пока Артём доставляет к причалу с яхтой генерала полиции, Кира и Федя проникают на корабль. За всем происходящим следит Женя с дрона. Однако появляется какой-то незнакомец, и взрывает яхту. Феде и Кире с трудом удаётся бежать, и вместе с остальной командой они бегут в штаб — дом Жени.
После столь дерзкой акции группировку «Неуловимые» начинают считать преступной организацией, и объявляют в розыск. 
Ночью этого же дня тот самый неизвестный убивает человека — отца девушки на её же свадьбе; после этого он пускает в Интернет ролик о том, что человек которого он убил — является бандитом, химиком, производящим наркотики для картелей. Кира не согласна с такой политикой, что преступников надо убивать. Парни же наоборот согласны и ссорятся с ней.
На следующий день Кира лично встречает Мстителя, и гонится за ним на мотоцикле. Он приводит её в своё убежище, и говорит ей, что та может прямо сейчас позвонить полиции и сдать его. Однако девушка отказывается. Мститель рассказывает ей, что у него было два друга: один из них подсел на наркотики и умер от них. Мститель нашёл и убил наркодилера, однако второй друг сдал его полиции, и его посадили. А выйдя из тюрьмы, он начал убивать бандитов.
В штабе «Неуловимые» замечают, что Кира куда-то пропадает. Она же в то время по уши влюбляется в преступника. Она приезжает к парням, и между ними снова начинается спор насчёт справедливости Мстителя. Кира стоит на своём.
Мститель снова выкладывает новый ролик. В нём он говорит, что намерен убить подполковника полиции, который является взяточником и получает награду правительства. Герои спешат предотвратить убийство, однако Мститель под видом работника прессы пробирается в здание и убивает того из снайперской винтовки. Виноватыми в этом считают «Неуловимых».
Герои понимают, что Мститель подставляет их, а Кира в то время получает от него приглашение на ужин. Парни не хотят её отпускать, и Артём вешает на неё жучок. Девушка прибывает в ресторан ко Мстителю и говорит ему о его жестоких методах. Однако преступник замечает прибывших Женю, Артёма и Федю и прыгает с парашютом с небоскрёба. Кира бежит за ним, но её ловят неизвестные и увозят на машине. Парни следуют за ними на своём автомобиле.
Девушку привозят в уединённое место — похитителями являются продавцы наркотиков, которым «Неуловимые» вместе со Мстителем сорвали сделку на яхте. Их главарь спрашивает у Киры про какие-то деньги, но она не понимает о каких деньгах идёт речь. Тогда они начинают скидывать с неё одежду — запугивать насилием. Скидывая с неё куртку, они повреждают жучок и парни теряют сигнал. В это время Киру начинают топить, задавая всё те же вопросы про деньги. 
Федя, Артём и Женя находят её и под видом сотрудников береговой охраны приплывают к бандитам, однако те их раскусили и собираются пристрелить. 
Внезапно появившийся Мститель убивает всех бандитов, однако получает небольшое ранение. Он предлагает спасённой Кире выбрать с кем пойти: с парнями или с ним. Она выбирает Мстителя.
Они приезжают в убежище Мстителя и героиня обрабатывает ему рану. Вскоре она страстно целуется с Мстителем, и они занимаются сексом. 
Парни возвращаются в штаб. Вскоре туда врывается спецназ, однако герои успевают спрятаться. Они просматривают видео с дрона на компьютере Жени и обнаруживают полицейскую машину, в которой сидел майор полиции, зам убитого подполковника, и ждал Мстителя. Они понимают, что майор является сообщником Мстителя — ведь автомобиль приехал раньше, чем Артём привёз генерала и приехала полиция.
Парни звонят Кире, которая лежит в постели со Мстителем, и говорят, чтобы она скорее уходила, так как он киллер. Героиня спрашивает у любовника про его действия и он рассказывает ей, что майор освободил его из тюрьмы в обмен на то, что он будет убивать преступников. 
Укрывшись в вентиляционной шахте, герои снимают на телефон майора, который, глядя на фотографию Мстителя, планировал с ним «разобраться» и присылают ему[кому?] видео. Увидев это, Мститель приходит в ярость и понимает, что майор его обманывал, и все жертвы его убийств лишь для того чтобы майор стал главной крышей наркоторговцев. Герои решают уехать из города, однако Мститель уходит, чтобы убить майора. Кира пытается его отговорить, но оказывается запертой Мстителем.
Кире удаётся выбраться и она бежит скорей за Мстителем. Мститель приходит к майору в кабинет и достает пистолет…
Кира прибегает к зданию полиции. Из здания выходит Мститель и они обнимаются. Охрана здания обнаруживает труп майора и они понимают, что убийцей является любовник Киры. Они стреляют по Мстителю и убивают его. В этот момент появляются Федя, Артём и Женя.
В финале показывают новости об убийстве Мстителя и что все обвинения в совершённых им деяниях с «Неуловимых» сняты. Во время показа кадров ночной Москвы Артём звонит Кире и спрашивает, когда она вернётся к команде. Девушка говорит, что не намерена возвращаться и уходит в неизвестном направлении. По итогу группа «Неуловимые» прекратила своё существование.

## В ролях
| Актёр             | Роль        |
| ----------------- | ----------- |
| Александра Бортич | Кира        |
| Илья Маланин      | Фёдор Быков |
| Иван Шахназаров   | Артём       |
| Анвар Халилулаев  | Евгений     |
| Александр Петров  | Мститель    |
| Алёна Ивченко     | мама Киры   |
| Владимир Яворский | Иволгин     |
| Дмитрий Готсдинер | Михайлов    |

## Критика
Так же, как и предшественник, фильм получил довольно низкие оценки от критиков.
Алексей Литовченко, «Российская газета»:

…нехватка фантазии — далеко не единственная проблема «Неуловимых». Приготовьтесь к мучительной актёрской игре мастеров Ордена Экспрессии и Переигрывания во главе с Александрой Бортич. <…> Копирование голливудских кинокомиксов первой половины нулевых (в частности, «Фантастической четвёрки»), классические штампы из экшн-фильмов категории «Б» 90-х годов, паразитирование на проблеме коррупции в органах правопорядка, потоки бессмысленной околесицы вместо диалогов — перечислять многочисленные ляпы и зияющие в сценарии дыры можно очень долго и с удовольствием.

Борис Иванов, Film.ru:

Действует в «Последнем герое» только заглавный персонаж, и в этом был бы определённый смысл, если бы речь в фильме шла о том, как в команде «Неуловимых» появился новый «заговорщик». Но герой картины к «Неуловимым» не присоединяется и в их помощи толком не нуждается, а концовка ленты делает весьма сомнительным его появление в следующих сериях. То есть «Последний герой» потратил уйму экранного времени на одноразового персонажа, которому даже не придумали имя, и попутно «опустил» вроде бы главных героев цикла, представив их беспомощными «лузерами». И всё это ради того, чтобы объяснить, что высказанные в первом фильме мысли о защите справедливости были дурацкими и даже опасными. <…> …основные персонажи «Последнего героя» в своей глупости могли бы посостязаться с героями «Тупого и ещё тупее».

Анна Полибенцева, «Кино-театр.ру»:

Второй фильм из серии «Неуловимые», снятый тем же режиссёром Артёмом Аксененко, из приключенческой более-менее комедии превратился то ли в драму, то ли в мелодраму в лощёной голливудской обёртке из взрывов, погонь, крутых мотоциклов и многочисленных слоумоушн-сцен. Драматическая линия представлена попытками осмыслить философию «Преступления и наказания» и ответить на главный вопрос: «Тварь ли я дрожащая или право имею?» <…> …самый главный грех авторы возлагают на употребление спайсов, внушая молодому поколению, что наркотики — это корень зла и пострашнее любого убийства. Романтическая линия в «Неуловимых» занимает много места, но описать её можно одним предложением: «как влюбиться в парня за два дня, переспать с ним и начать качать права — инструкция по применению». <…> Невозможно сдержаться и не проспойлерить финал «Последнего героя», потому что ничего более абсурдного и трэшового российские киноэкраны в этом году не видели.